# بوفورت، ساووا
بوفورت (به فرانسوی: Beaufort) یک کمون (فرانسه) در فرانسه است که در canton of Beaufort واقع شده‌است. بوفورت ۱۴۹٫۵۳ کیلومتر مربع مساحت دارد.